# Джо Вера
Джо Вера (имя при рождении — исп. José Guadalupe Vera Gómez; род. 20 апреля 1941, Помона, Калифорния) — американский графический дизайнер мексиканского происхождения, создатель некоторых характерных графических работ начала 1970-х годов в Мексике, таких как герб Канкуна.

## Биография
Джо Вера родился в семье художника. Его первое знакомство с искусством произошло, когда он сыграл главную роль в мексиканской рождественской пьесе "Лас Посадас" в театре Падуя-Хиллз, Клермонт, Калифорния. В подростковом возрасте он посещал курсы рисования, развивая свой природный талант, что позволило ему поступить в Центральный колледж искусств в Лос-Анджелесе.
В 1968 году он прибыл в Мехико, чтобы работать с известным художником Джанкарло Нови исп. Giancarlo Novi. Не прошло и года, как продюсер Телевизионной Мексиканской компании, Луис де Льяно Маседо, поручил ему разработать то, что станет работой, принесшей ему мировое признание, официальный плакат Рок фестиваля Авандаро 1971 года. Он посетил фестиваль по приглашению Луиса де Льяно и стал свидетелем последующего явления, известного как Эль Авандарасо.
К 1974 году у него уже было собственное бюро дизайна «Джо Вера и Ассошиэйтс», которое успешно существовало в течение 18 лет. В начале своей карьеры как независимого дизайнера он получил заказ от тогдашнего руководителя Фонатур, Гильермо Гримма, с просьбой создать логотип для Канкуна, города, который в то время активно развивался как туристический центр. Со временем этот логотип стал гербом упомянутого города.
В середине 1980-х годов Джо Вера вернулся в Лос-Анджелес, где основал компанию Vera Design. Он разработал логотип для компании Acá Joe и различные дизайны для известных брендов, таких как Danone, Purina и другие.

## Личная жизнь
Женат на Элеоноре Дорфман, американке по национальности, в браке с которой у него родилась дочь Эмбер.